# Froger
Froger es el nombre de un imbatible rey vikingo de Noruega hacia el siglo VI, según Gesta Danorum (libro IV). Era uno de los hijos de Odín, y un monarca con muchos atributos: poseía muchas riquezas, era muy diestro con todo tipo de armas y campeón de diversas pruebas atléticas que lucía como distinción de autoridad. Froger era devoto de la antigua religión y había pedido a los dioses la virtud de ser invencible y no conocer la derrota mientras sus pies pisaran el polvo. No obstante un joven príncipe Fródi de Dinamarca, hijo de Hugleik, conoce su secreto y le pide que le enseñe a luchar, tras  marcar el perímetro de la zona de combate, Fródi entró con una espada gloriosa con empuñadura de oro y una coraza y casco, también de oro. Fródi entonces suplicó a Froger, que podrían cambiar de posición y armas. Froger estuvo de acuerdo. Tras el intercambio, Fródi alcanzó un poco de polvo de donde Froger había estado de pie, le derrotó en la batalla y lo mató.